# Uomo rettile

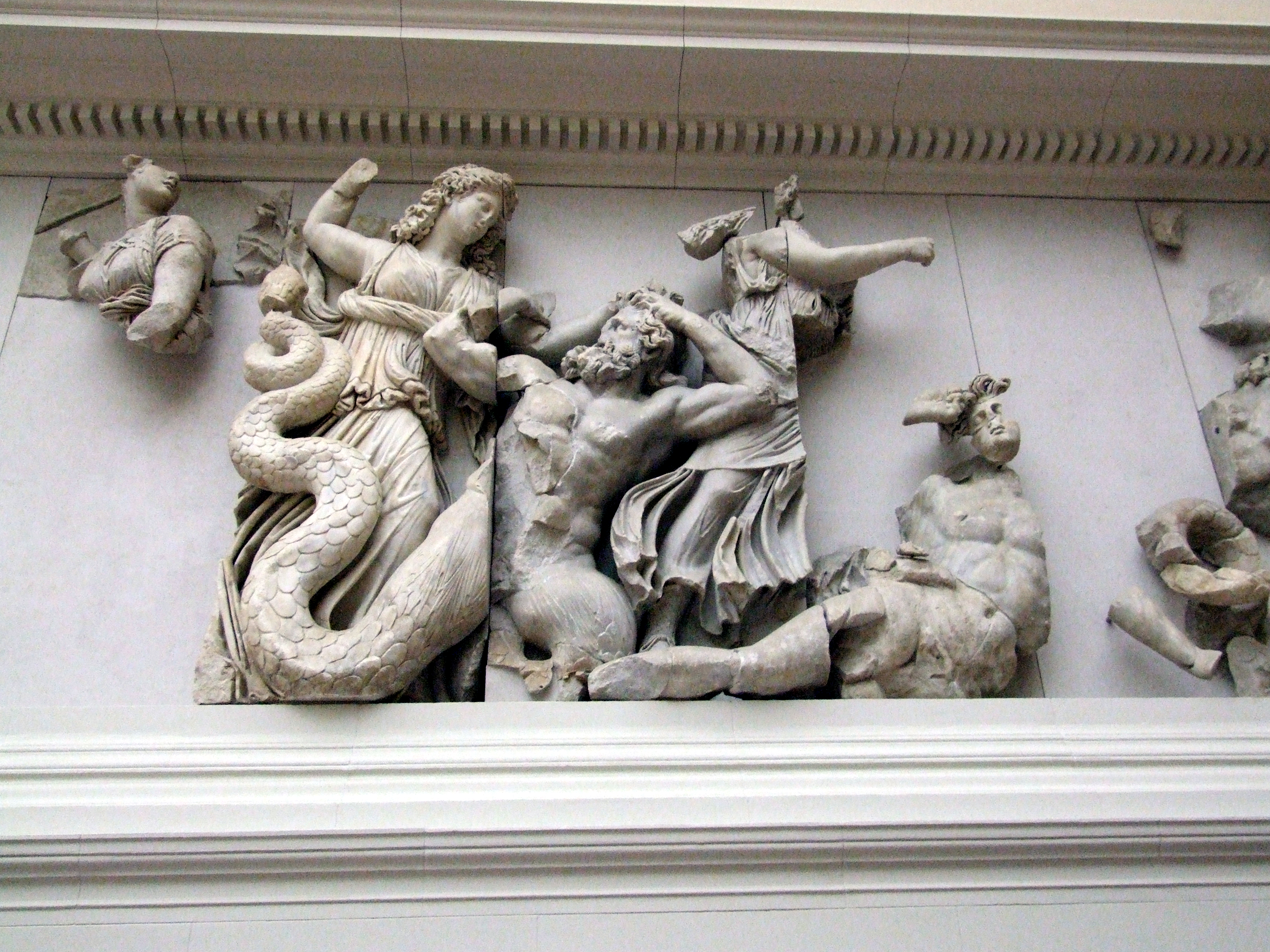
Dettaglio del fregio della gigantomachia dell'Altare di Pergamo

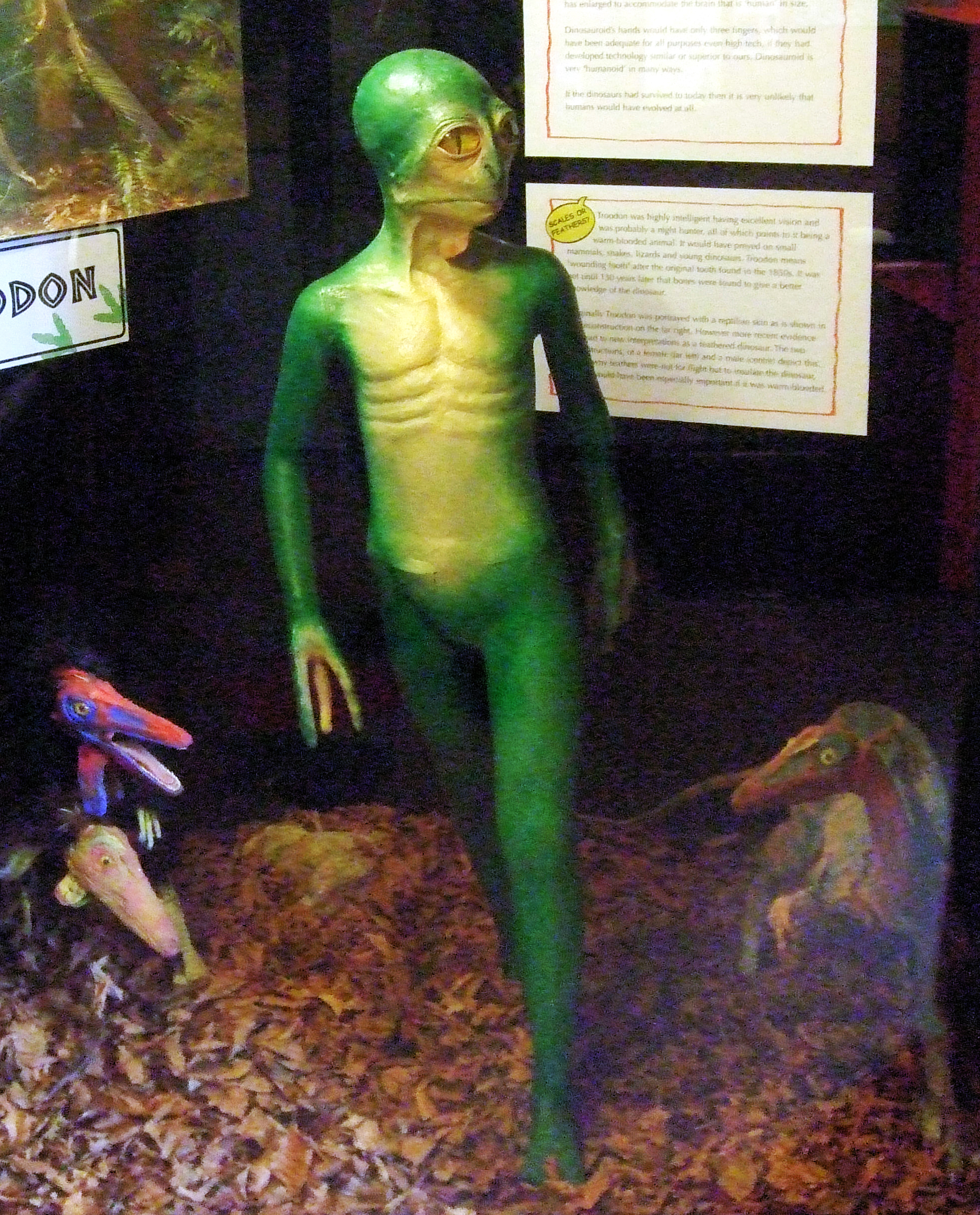
Un modello di immaginario "dinosauroide" (dinosauro umanoide) realizzato sulla base delle congetture del paleontologo Dale Russell, al museo dei dinosauri di Dorchester, nel Dorset, Inghilterra.

Gli uomini rettile o uomini serpente sono creature leggendarie menzionate nella mitologia e nel folclore di varie culture, aventi fattezze di rettile umanoide. Nella letteratura ermetica ed esoterica erano così chiamati gli iniziati a particolari conoscenze segrete, rivelate da esseri ritenuti di natura divina o soprannaturale, sicché il serpente è divenuto un simbolo della stessa sapienza nascosta.
In epoca contemporanea queste figure sono anche presenti nella fantascienza, nell'ufologia e nelle teorie cospirative (teoria del complotto sui rettiliani), che per descriverli usano anche i termini di rettiliano, rettiloide, reptiloide, reptoide, umanoide rettiliano, dinosauroide, sauriano, uomo lucertola, popolo lucertola e Homo saurus.
Nella paleontologia sono stati ipotizzati da Dale Russell, poi curatore dei fossili di vertebrati presso il Museo nazionale del Canada a Ottawa, il quale nel 1982 riteneva possibile un percorso evolutivo alternativo a quello umano, che avrebbe potuto condurre a rettili intelligenti a partire dal Troodon, un dinosauro predatore bipede, se questo non fosse completamente sparito nell'estinzione di massa del Cretaceo-Paleogene 65 milioni di anni fa. L'idea è stata accolta in generale con scetticismo, anche se alcuni scienziati l'hanno ritenuta stimolante a livello congetturale.

## Mitologia

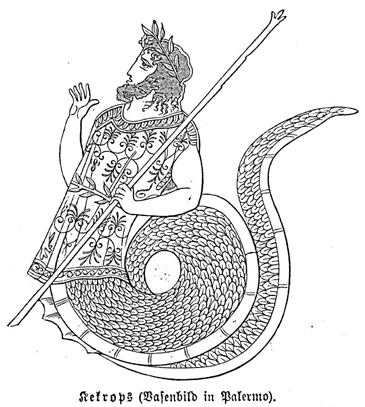
Cecrope, mitico re di Atene

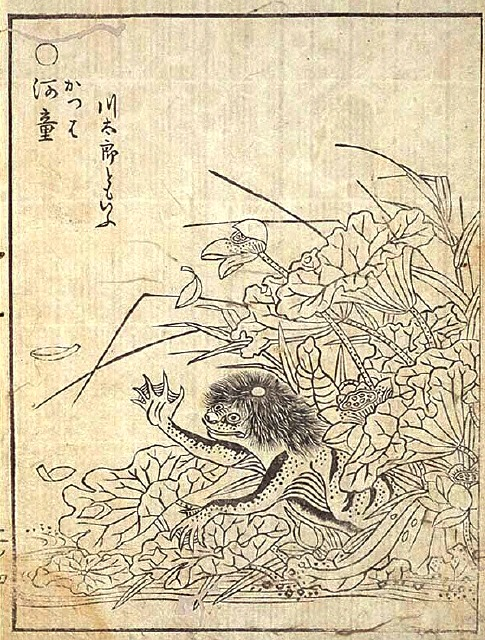
Raffigurazione di un kappa in una stampa giapponese del Settecento

Molte culture antiche menzionano nelle loro tradizioni e nel folclore simboli di serpenti o presenze di esseri-rettili.

### Le Americhe
I nativi americani Hopi raccontano dell'esistenza di una razza di uomini rettile che vivrebbe sottoterra chiamata Sheti o "Fratelli Serpente". Nella mitologia precolombiana, l'Eva primordiale di nome Bachue si trasforma in un grande serpente, chiamato anche "Il Serpente del Cielo".

### Europa
Il primo re mitico di Atene, Cecrope, era mezzo uomo e mezzo serpente. Nella mitologia greca, avevano servitori serpenti i Titani e i Giganti e talvolta i Giganti sono raffigurati in forma "anguiforme", ossia con le gambe formate da terminazioni serpentiformi, come il gigante Klyteros, raffigurato nel bassorilievo del fregio della Gigantomachia sull'Altare di Pergamo. I Telchini (i 17 figli di Ponto e Talassa o Gea) erano raffigurati come rettili dalla vita in giù. Anche il vento Borea (Aquilone per i Romani) veniva descritto in forma anguiforme.

### India
Nelle scritture e leggende indiane, i Nāga (Devanagari: नाग) sono esseri a forma di serpente che si riteneva vivessero sottoterra, pur avendo contatti anche con gli uomini. In alcune versioni, si riferiva che tali esseri avessero vissuto su un continente che si sarebbe poi inabissato nelle acque dell'Oceano Indiano. I testi indiani riferiscono anche di un'altra razza di uomini serpente chiamata Sarpa (Devanagari: सर्प). I Syrictæ (In greco: Skiritai, in Latino: Sciritae) sono invece una tribù di uomini con narici simili a quelle dei serpenti al posto del naso con delle gambe a forma di serpentina.

### Asia orientale
Nella cultura cinese, vietnamita, coreana e giapponese, si tramandano le leggende dei Long (Yong in Coreano, Ryu in giapponese) o dragoni, forme a metà tra il piano fisico e il piano astrale, ma raramente descritte in forma umanoide, e che possono assumere una forma tra l'umano e il rettiliano. I Giapponesi raccontavano storie sui Kappa, un popolo mitologico di anfibi umanoidi.
In Cina, Corea e Giappone, i reami sottomarini sono mitologicamente popolati da Re Dragoni e i loro discendenti sono considerati umani discendenti da una razza di dragoni. Questa discendenza viene spesso rivendicata dagli Imperatori Asiatici, che si credeva fossero in grado di mutare volontariamente da una forma umana ad una forma di drago, ritenuta nobile presso questi popoli, al contrario di quanto spesso accade in Occidente, dove i draghi e più in generale i rettili sono visti come la personificazione del male.

### Medio Oriente

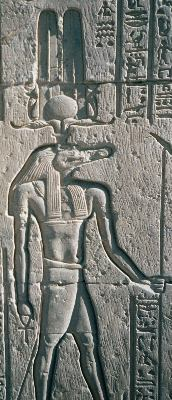
Sobek, il dio dell'acqua e delle inondazioni nella mitologia egizia

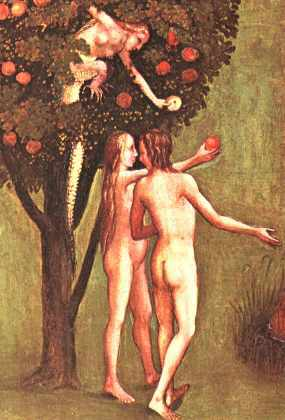
Il Giudizio Universale (dettaglio) di Hieronymus Bosch, dopo 1482

Nel Medio Oriente sono conosciuti i Jinn, uomini serpente o dragoni di cui si parla fin dai tempi più antichi. In un libro apocrifo falsamente identificato come il perduto Libro di Jasher, viene descritta una razza di uomini serpente.
Nella Genesi, Dio punisce il serpente per aver convinto con l'inganno Eva a mangiare il frutto della conoscenza
Nell'iconografia dell'arte occidentale vi sono rappresentazioni di una donna con una coda di serpente, qualche volta con piedi da rettile, come nel quadro il Giudizio Universale di Hieronymus Bosch. Nel Medioevo il Diavolo veniva spesso raffigurato con caratteristiche rettiliformi, così come i demòni nella maggior parte dell'iconografia. Tuttavia, la teologia e la tradizione cattolica, anche degli autori medioevali, affermano che gli angeli sono invisibili e incorporee creature di Dio. Esse ammettono soltanto la possibilità che angeli di Dio e le anime sante siano soggetti di teofania con l'apparenza di un corpo umano (come il san Raffaele Arcangelo nel libro di Tobia, oppure san Pietro apostolo nell'agiografia di sant'Agata), mentre, per quanto riguarda i demòni, mediante l'apparenza di un corpo animale, documentata nella pratica esorcistica.

### Africa
L'antico dio egiziano Sobek era riprodotto come un uomo con la testa di coccodrillo.
Nel Mali c'è una popolazione, i Dogon, che possiede un mito di fondazione che comprende un uomo rettile. I Dogon dicono di discendere dal dio Amma, proveniente dalla stella Po Tolo (Sirio B). Altri studiosi dei Dogon, tuttavia, ritengono che in realtà questa stella non sia conosciuta realmente dai Dogon, e riferiscono che l'errore possa essere riconducibile a difficoltà linguistiche o a errate interpretazioni.

### I Sauromati
I Sauromati (occhio di lucertola) sarebbero nati dall’Unione genetica degli indigeni con le specie animali, il termine significa: unire con i sauri. Vari autori antichi hanno parlato di questo popolo, tra loro Tacito, Plinio, Strabone, Pomponio Mela, Ippocrate, Diodoro di Sicilia e altri ancora. Il loro luogo di origine corrisponde all’odierno Kazakistan, ovvero una vasta regione facente parte di quella che un tempo veniva chiamata Scizia.
Erodoto scriveva che i Sauromati non vanno confusi con gli Sciti e tutti quei popoli ad essi collegati, soprattutto con i Sarmati e gli Slavi: questi ultimi infatti non abitavano all’oriente del Tanai (l’odierno fiume Don).
Giovanni Battista Ramusio riporta che: “Onde furono primieramente Sauromati da’ Greci chiamati, dasauros che, come di sopra si è detto, vipera significa, e omma, che vol dire occhio, quasi volendo dire gente terribile e con occhi di vipera; dal qual tempo questa gente e questi paesi da essi abitati ritengono il nome di Sauromati e di Sauromazia”
L’unione mitologica della donna con il Serpente diede origine alle Amazzoni, che era un popolo diverso dagli altri, con leggi ed usanze uniche e questo ancor prima del racconto greco. Queste guerriere nacquero da una vera e propria selezione genetica che eliminava i nati di sesso maschile, non furono i "Sauromati" a discendere dalle Amazzoni ma bensì queste ultime a nascere dai primi.

## Ufologia e teorie del complotto moderne
Nell'ambito dei racconti di avvistamenti di UFO, incontri ravvicinati e rapimenti alieni si sostiene in alcuni casi che gli alieni avrebbero la forma di rettili umanoidi. Nella classificazione delle razze aliene elaborata dall'ufologo Brad Steiger, i rettiliani apparterrebbero al cosiddetto tipo Delta. Secondo alcuni ufologi, questo tipo di alieni ricorre nei presunti avvistamenti con minore frequenza rispetto ai Grigi e ai nordici.
Di extraterrestri rettiliani ha raccontato per primo Herbert Schirmer. Egli sostiene di essere stato rapito ad Ashland (Nebraska) nel 1967 da esseri umanoidi, alti tra 1,4 e 1,8 m, rivestiti da una tuta aderente, con testa sottile e allungata e pelle grigio-bianca; la bocca sarebbe stata simile ad una fenditura e non si sarebbe mossa mentre parlavano e i loro occhi sarebbero stati inclinati. Sulle tute Schirmer avrebbe visto un emblema a forma di "serpente alato". Secondo Schirmer tali esseri proverrebbero da un'altra galassia e sarebbero provvisti di basi (probabilmente orbitanti) su Venere.
L'ex metronotte italiano Pier Fortunato Zanfretta sostiene di aver avuto nel 1978 un incontro ravvicinato del quarto tipo con alieni Rettiliani i quali lo avrebbero rapito. I Rettiliani in questione si chiamerebbero "Dargos", proverrebbero da un pianeta morente di nome "Titania" facente parte della "terza galassia", sarebbero del tutto pacifici e avrebbero visto nella Terra uno dei pianeti su cui trasferirsi in futuro.
Alcune teorie della cospirazione extraterrestre, sviluppatesi soprattutto negli anni novanta, hanno sostenuto la presenza sulla Terra di presunte stirpi di "rettiliani" di origine extraterrestre. Secondo tali teorie sarebbero per esempio rettiliani i presunti alieni provenienti dalla costellazione del Drago, che sarebbero le "eminenze grigie", i padroni nascosti degli alieni più noti, i cosiddetti Alieni grigi, provenienti dal sistema di Zeta Reticuli, Orione e Bellatrix.
John Rhodes ha raccolto le testimonianze dei presunti contatti tra esseri umani e rettiliani umanoidi; ha fondato nel 1997 un apposito centro di ricerca, ed è apparso in televisione e alla radio per illustrare le sue presunte scoperte e le presunte prove scientifiche di sostegno alle sue teorie. Rhodes afferma che a suo dire i rettiliani umanoidi discenderebbero dai dinosauri e sarebbero quindi un sottoprodotto dell'evoluzione terrestre. Rhodes per avvalorare le proprie tesi cita le teorie di Dale Russell degli anni ottanta, relative alla descrizione di quale sarebbe potuta essere l'evoluzione dei dinosauri in specie intelligente. Secondo Rhodes l'attenzione umana sarebbe intenzionalmente spostata dai mondi sotterranei allo spazio profondo, proprio allo scopo di mantenere segreti gli argomenti riguardanti le presunte dimore dei popoli sotterranei e le loro antiche civiltà; sotto questo aspetto, le tesi di Rhodes riprendono alcune idee dei sostenitori della teoria della Terra cava, secondo cui vi sarebbe un continente abitato situato sotto la superficie terrestre. I rettiloidi delle teorie citate da Rhodes assomiglierebbero a dei tipi di entità descritti da alcune delle persone che sostengono di essere state rapite dagli alieni.
Zecharia Sitchin ha affermato di aver individuato in tavolette sumere il riferimento a una razza aliena umanoide non rettiliana (gli Anunnaki) che avrebbe creato la razza umana (mischiando i propri geni con quelli dell'Homo Erectus) allo scopo di utilizzare gli uomini come schiavi nelle sue miniere in Africa. Secondo Sitchin le tavolette attesterebbero che il popolo Sumero dalla "testa nera" sarebbe stato creato da questi esseri mescolando "l'essenza di vita" di "uomini e divinità". 
Alle teorie di Sitchin si è riallacciato Laurence Gardner, secondo il quale sarebbe esistita una "Linea del Sangue dei Dragoni", una variante del Sacro Graal collocata nell'antica Mesopotamia quando gli Anunnaki sarebbero discesi sulla regione creando una linea di sangue reale attraverso una manipolazione genetica.
Secondo David Icke, come pubblicato nel suo libro The Biggest Secret: The Book That Will Change the World (in italiano: Il più grande segreto: Il libro che cambierà il mondo) gli umanoidi rettiliani sarebbero una presunta forza occulta che manipolerebbe e controllerebbe l'umanità. La razza sarebbe costituita da esseri alti 2,13 m, bevitori di sangue e in grado di mutare la propria forma, che proverrebbe dal sistema stellare Alpha Draconis. Ad essa apparterrebbero molti leader mondiali, tra cui la famiglia reale inglese, Bill Clinton, Hillary Rodham Clinton, George W. Bush, Barack Obama. Le opere di Icke hanno un discreto successo di pubblico, grazie anche a concetti estratti dal filone New Age.
Paul Shockley, fondatore della "Chiesa acquariana del servizio universale", ritiene di essere un individuo in grado di canalizzare la "consapevolezza cosmica"; attraverso quella che descrive come una "rivelazione di consapevolezza" ha riferito dell'esistenza di una pericolosa razza di rettiliani, tra i quali sarebbero tuttavia presenti anche individui ben disposti nei confronti degli esseri umani. La "consapevolezza cosmica" lo porterebbe ad affermare che anche alcuni esseri umani contengano DNA rettiliano, tesi sostenuta anche da Salvatore Brizzi per il quale costoro possederebbero qualità mentali e volitive particolari, a differenza dei normali terrestri.
Il contattista e medium Sheldan Nidle afferma invece di ricevere messaggi telepatici dai "Bellatrixiani", una razza benevola di rettiliani proveniente dal sistema di Bellatrix.
Il contattista Riley Martin, autore di The Coming of Tan e assiduo ospite del programma di Howard Stern, sostiene di conoscere personalmente un certo "Targissiano", appartenente a una pericolosa razza di rettiliani che sarebbe presente insieme ad altre sei razze di alieni su una nave madre in orbita attorno a Saturno.
Non di rado le teorie degli UFO, dei complotti, delle cospirazioni, dei rettiliani vengono unificate anche con numerose varianti che contemplano elementi di fantasia fiabesca quali gnomi, elfi, folletti, figure mitologiche, ecc. In altri casi sono alla base di illegali pratiche pseudo mediche (basate su non meglio identificate onde, frequenze, magnetismi, poteri mentali) ricondotte sotto l'ampia definizione di "medicina alternativa".
Altre creature appartenenti alla sfera dell'immaginario popolare sono il Cherufe in Cile, l'uomo-lucertola di Lee County nella Carolina del Sud, il Loveland Frog (o Loveland Lizard) a Loveland nell'Ohio, Jake the Alligator Man, negli Stati Uniti, il mostro del Lago Thetis in Canada.

### Interpretazioni
I fautori dell'ipotesi psicosociale sugli UFO ritengono che alla base delle teorie del complotto sui rettiliani vi siano motivi culturali. La paura verso i rettili è atavica e si ritrova anche in certe mitologie e leggende. Inoltre la narrativa di fantascienza ed in particolare la serie televisiva sui Visitors potrebbe avere contribuito notevolmente allo sviluppo delle teorie cospirative sull'esistenza dei rettiliani. Lo scettico Brian Dunning suggerisce che anche un articolo pubblicato nel 1934 sul Los Angeles Times potrebbe avere dato origine a tali credenze. Tale articolo diceva che un geofisico ed ingegnere minerario aveva annunciato di avere scoperto un labirinto sotterraneo sotto la città di Los Angeles che avrebbe condotto ad una città sotterranea costruita da una razza avanzata di un Popolo Lucertola circa 5.000 anni fa per sfuggire ad una catastrofe avvenuta in superficie.

## Opere di narrativa

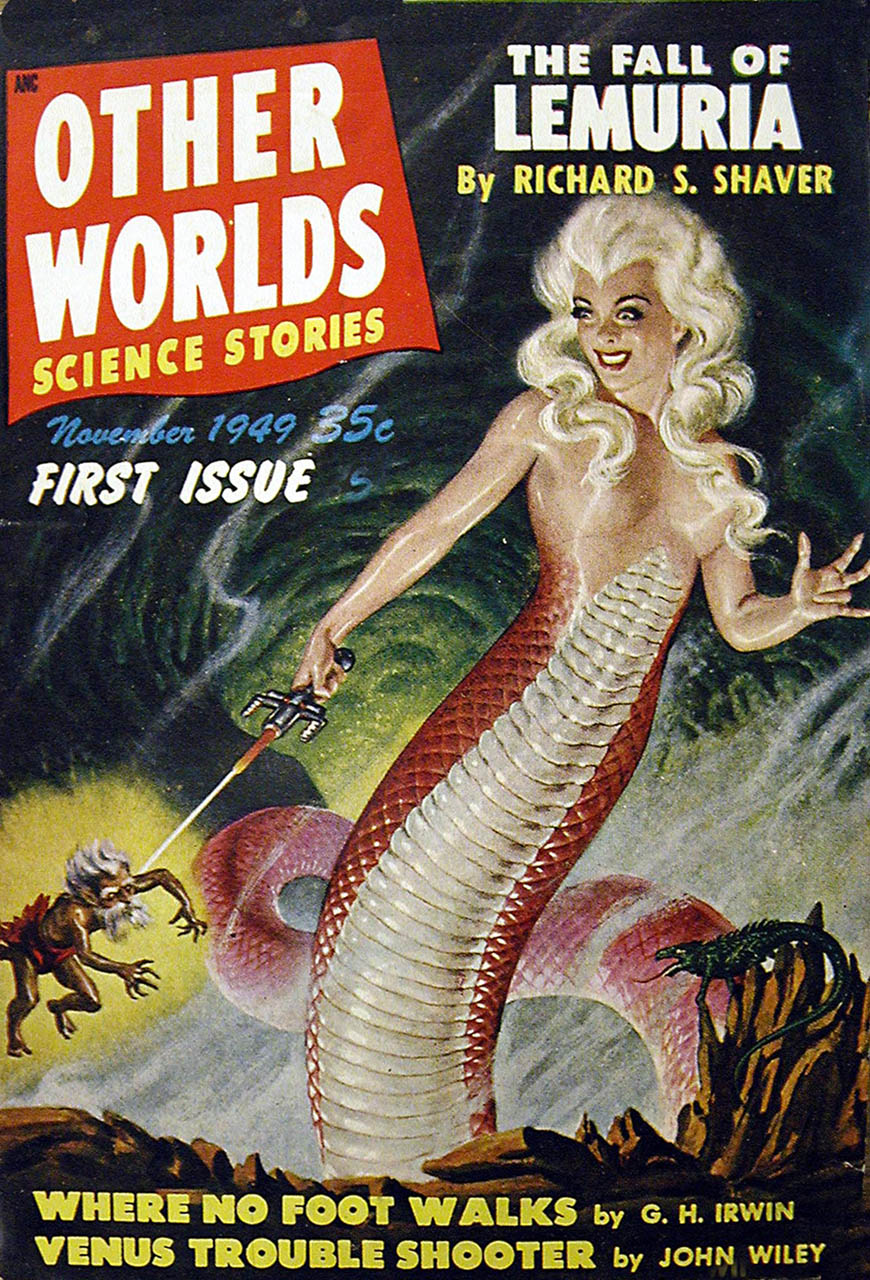
Una donna serpente nella copertina della rivista pulp degli anni d'oro della fantascienza Other Worlds, novembre 1949, che presenta il racconto The Fall of Lemuria di Richard S. Shaver.

Nel racconto Il volto nell'abisso del 1923 dello scrittore pulp Abraham Merritt, una donna serpente dell'era mesozoica, ultima sopravvissuta della sua specie, si allea con i protagonisti umani nella lotta per far trionfare il bene.
Robert E. Howard ha descritto nelle storie del ciclo di Kull di Valusia il popolo serpente, a partire da un racconto 1929 sul pulp magazine Weird Tales. La Marvel Comics dal 1971 inserì saltuariamente il popolo serpente nei fumetti di Conan il barbaro. Gli uomini serpente sono apparsi in seguito anche nella serie animata dedicata a Conan, prodotta nel 1992. Scrittori come Lin Carter e Clark Ashton Smith hanno inoltre fatto del popolo serpente un protagonista di alcuni racconti legati ai Miti di Cthulhu di Lovecraft.

### Elenco di rettiloidi immaginari
Nella narrativa fantastica e in special modo nella fantascienza, esseri intelligenti dall'aspetto di rettile sono stati rappresentati in vario modo in romanzi, film, serie televisive, fumetti, cartoni animati e videogiochi. Tra questi vi sono:
- I Gorn e i Voth nella serie televisiva originale di Star Trek
- Una delle razze del popolo Xindi in Star Trek: Enterprise
- John Smith nel film horror thriller e fantascientifico Attrazione letale (Where the Lies Below) del 2020
- I Trandoshian, i Noghri, i Chazrach e i Nuotatori di Dellalt in Guerre stellari
- I Goomba nel film Super Mario Bros. (che nel film hanno l'aspetto di rettili antropomorfi, a differenza dell'originale serie videoludica, in cui hanno l'aspetto di funghi con faccia e piedi).
- I Visitors, protagonisti della serie televisiva omonima
- I Siluriani (o Homo Reptilia), antichi abitanti della Terra nella serie televisiva Doctor Who
- I Drac nel film Il mio nemico di Wolfgang Petersen (1985)
- I Badoon nei fumetti Marvel Comics
- Gli Snake Men nei cartoni animati Masters of the Universe
- Gli Uomini-Lucertole del telefilm The Lost World.
- Gli Xiliens nel film Godzilla: Final Wars (2004)
- I Vaxasuriani nel film di animazione Ben 10
- I Chasch nei romanzi del Ciclo di Tschai di Jack Vance
- I Litiani nel romanzo Guerra al grande nulla di James Blish
- La Razza nei romanzi del Ciclo dell'Invasione e del Ciclo della Colonizzazione di Harry Turtledove
- Gli AAnn e i Minidrags nel ciclo di romanzi Humanx Commonwealth di Alan Dean Foster
- Il Rettiloide Aludrano nel videogioco Serious Sam: The First Encounter
- Gli Uomini lucertola nel wargame tridimensionale Warhammer Fantasy Battle
- I Droyne nel gioco di ruolo Traveller
- I Reptiti nel videogioco Chrono Trigger
- Reptile, Khameleon e la loro razza nel videogioco Mortal Kombat
- Lizardman nel videogioco Soulcalibur
- Gli invasori Bargoniani nel videogioco Bargon Attack.
- Gli argoniani nell'universo immaginario di The Elder Scrolls.
- I Drell, immaginaria razza del videogioco Mass Effect 2, sono umanoidi simili ai rettili terrestri.
- Il misterioso extraterrestre dalla pelle squamosa, nel fumetto di Tex Willer La valle della Luna di Bonelli-Galleppini.
- I Venerabili, razza aliena rettilana, che compaiono negli albi di Nathan Never della Bonelli.
- I poteri occulti che tirano le fila del complotto planetario in cui è coinvolto il protagonista, nella serie a fumetti L'uomo che non doveva tornare (Le lièvre del Mars, Glénat, 1993) di Cothias e Parras. In uno degli episodi, lo stesso presidente degli Stati Uniti, o il sosia che ne ha preso il posto, con il quale il protagonista si era illuso di essere finalmente al sicuro, si trasforma in un dinosauro.
- La specie degli smilzi della serie X-COM (anche se nel gioco viene dichiarato che essi sono in realtà degli alieni modificati esteriormente per apparire il più umano possibile).